# Les Agréables pensées
Les Agréables pensées est un sonnet de Tristan L'Hermite publié en 1638 dans le recueil des Amours.

## Présentation

### Texte
Mon plus secret conseil et mon doux entretien,

Pensez, chers confidents d'une amour si fidèle,

Tenez-moi compagnie et parlons d'Isabelle

Puisqu'aujourd'hui sa vue est mon souverain bien.

Représentez-la moi, dites-moi s'il est rien

D'aimable, de charmant et de rare comme Elle :

Et s'il peut jamais naître une fille assez belle

Pour avoir un Empire aussi grand que le sien.

Un cœur se peut-il rendre à de plus belles choses ?

Ses yeux sont de Saphirs et sa bouche de Roses

De qui le vif éclat dure en toute saison.

Ô que ce réconfort flatte mes rêveries !

De voir comme les Cieux pour faire ma prison

Mirent des fleurs en œuvre avec des pierreries.

### Publication
Le sonnet est publié en 1638 dans le recueil des Amours.

## Postérité

### Hommage
En 1923, Valery Larbaud publie « trois histoires d'amour douces-amères, auxquelles il a donné pour titres les incipit de trois pièces empruntées à trois poètes du XVIIe siècle qu'il aimait entre tous » : Malherbe (Beauté, mon beau souci…, début de « Dessein de quitter une dame », La Fontaine (Amants, heureux amants…, début de l'épilogue de la fable des « Deux Pigeons ») et Tristan (coup d'archet initial du sonnet intitulé « Les Agréables pensées » : Mon plus secret conseil…).
Amédée Carriat rend hommage au goût de Larbaud pour « ce cœur secret, cet intimiste qui se replie sur lui-même pour s'enchanter de son mal amoureux et le chanter en des vers qu'un Valéry n'eût point rougi de commettre ». 

### Éditions nouvelles
En 1909, Adolphe van Bever retient Les Agréables pensées dans la collection « Les plus belles pages » pour le Mercure de France. En 1925, Pierre Camo publie une réédition intégrale des Amours. En 1960, Amédée Carriat retient le sonnet dans son Choix de pages de toute l'œuvre en vers et en prose de Tristan. En 1962, Philip Wadsworth le reprend également dans son choix de Poésies de Tristan pour Pierre Seghers. Le poème est également présent dans l'Anthologie de la poésie française publiée dans la Bibliothèque de la Pléiade.

### Éditions modernes

#### Œuvres complètes
- Jean-Pierre Chauveau et al., Tristan L'Hermite, Œuvres complètes (tome II) : Poésie I, Paris, Honoré Champion, coll. « Sources classiques » (no 41), 2002, 576 p. (ISBN 978-2-745-30606-7)

#### Anthologies
- Pierre Camo (préface et notes), Les Amours et autres poésies choisies, Paris, Garnier Frères, 1925, XXVII-311 p.
- Amédée Carriat (présentation et annotations), Tristan L'Hermite : Choix de pages, Limoges, Éditions Rougerie, 1960, 264 p.
- Jean-Pierre Chauveau, Gérard Gros et Daniel Ménager, Anthologie de la poésie française : Moyen Âge, XVIe siècle, XVIIe siècle, Paris, Gallimard, coll. « La Pléiade » (no 466), 2000, 1586 p. (ISBN 2-07-011384-1)
- Adolphe van Bever (notice et appendices), Tristan L'Hermite, Paris, Mercure de France, coll. « Les plus belles pages », 1909, 320 p. (lire en ligne)
- Philip Wadsworth (présentation et notes), Tristan L'Hermite : Poésies, Paris, Pierre Seghers, 1962, 150 p.

### Ouvrages cités
- Napoléon-Maurice Bernardin, Un Précurseur de Racine : Tristan L'Hermite, sieur du Solier (1601-1655), sa famille, sa vie, ses œuvres, Paris, Alphonse Picard, 1895, XI-632 p.
- Amédée Carriat, Tristan, ou L'éloge d'un poète, Limoges, Éditions Rougerie, 1955, 146 p.